# Махаму
Батула, Батула-чинсан; также известен как Махаму, Махмуд (ум. 1416) — главный ойратский тайши (1399 — 1416), старший сын и наследник Худхай-Тайю, представитель родa Чорос.

## Биография
Великий монгольский хан Элбэг (1392—1399) пожаловал титул чинсана (министра) Батуле (Махаму), старшему сыну ойратского племенного лидера Худхай-Тайю, и отдал ему в жены свою дочь Самур. На пиру, организованному ханом в честь Худхай-Тайю, произошла ссора между ним и ханом. Элбэг приказал схватить и убить Худхай-Тайю. После смерти Худхай-Тайю монгольский хан Элбэг назначил его сына Батулу-чинсана и Угэчи Хашигу предводителями четырех ойратских племен. В 1399 году ойратские тайши Махаму и Угэчи Хашигу разгромили в битве и умертвили монгольского хана Элбэга, отомстив ему за смерть Худхай-Тайю. После гибели Элбэга Махаму и Угэчи Хашигу стали независимыми правителями Западной Монголии и заключили союз с минским императором Чжу Ди, воевавшим с династией Северная Юань. Ойратские братья-соправители Махаму и Угэчи Хашигу основали союз Дурбэн-Ойрат и стремились подчинить своей верховной власти всю Монголию.
Восточно-монгольские князья, недовольные владычеством ойратских тайшей, объявили новым великим монгольским ханом Гун Тэмур-хана, старшего сына Элбэга. В 1402 году ойратские тайши Махаму и Угэчи Хашигу разгромили в сражении и умертвили монгольского хана Гун Тэмур-хана. В том же 1402 году на монгольский ханский престол вступил Угэчи Хашигу под именем Оруг Тэмур-хана (1402—1408). Оруг Тэмур-хан пожаловал титул чингсанга своему союзнику Аргутаю, который стал фактически правителем Восточной Монголии. В 1408 году монгольский хан Оруг Тэмур-хан был разбит и убит своим бывшим союзником Аргутаем, который возвел на ханский престол своего ставленника Олдзей Тэмур-хана (1408—1412), младшего сына Элбэга.
В 1409 году ойратский тайши Махаму (Батула-чинсан) заключил военный союз с Минской империей, направленный против Аргутая, правителя Восточной Монголии. Минский император Чжу Ди отправил посольство к ойратам, пожаловал титулы их вождям и призвал их начать войну против Аргутая. В том же 1409 году ойратская армия под командованием тайши Махаму разгромила войско хана Олдзей Тэмур-хана и тайши Аргутая. Восточные монголы были оттеснены за реку Керулен.
В 1409 году минский император Чжу Ди, заключив союз с ойратами, организовал военный поход против Олдзей Тэмур-хана и Аргутая. 100-тысячная китайская армия вторглась в Монголию, но попала в ловушку и была разгромлена Аргутаем в битве на реке Керулен. В следующем 1410 году Чжу Ди во главе 500-тысячной китайской армии выступил в новый поход против восточных монголов. Китайцы разгромили монгольские войска в двух сражениях. Аргутай признал своё поражение и согласился платить дань. Ойратский тайши Батула, воспользовавшись поражением Аргутая, предпринял поход против восточных монголов. Олдзей Тэмур-хан вынужден был бежать, но вскоре был разбит под Керуленом, схвачен и убит ойратским тайшой Бахаму. Ойраты под предводительством тайши Батулы (Махаму) в 1412 году возвели на вакантный монгольский ханский трон Дэлбэг-хана (1412—1415), сына Олдзей Тэмур-хана.
В 1412 году ойратский тайши Махаму отправил своё посольство ко двору минского императора, известив Чжу Ди о своей победе над Аргутаем и потребовав награды за разгром противников Минской империи. Однако китайский император Чжу Ди, опасавшийся усилиения ойратов, в 1413 году разорвал с ними отношения и объявил о своей поддержке Аргутая. В ответ ойратский лидер Махаму собрал свои тумены для нападения на китайские владения. В 1414 году ойраты изгнали из Монголии своего противника Аргутая, который укрылся в китайских владениях.
В 1415 году минский император Чжу Ди предпринял новый военный поход на Монголию, чтобы разгромить ойратов. Во главе огромной китайской армии Чжу Ди стал продвигаться вглубь монгольских степей. Аргутай не стал оказывать помощь своим союзникам-китайцам. Монгольские войска под командованием Махаму, Дэлбэг-хана и Болада потерпели поражение от превосходящих сил китайской армии в битве к северу от реки Керулен. Минский император Чжу Ди дошёл до реки Туул, но из-за больших потерь вынужден был отступить из Монголии. В том же 1415 году монгольский хан Дэлбэг был убит своим противником Адаем, соправителем Аргутая. Ойратские тайши под руководством Махаму возвели на вакантный ханский престол своего ставленника Ойрадая (1415—1425), который объявил себя сыном Дэлбэг-хана. В следующем 1416 году ойратский лидер Махаму был разбит в битве и убит восточными монголами. Ему наследовал сын Тогон-тайши (ум. 1439), который умертвил двух тайшей, деливших власть с его отцом.